# Изысканный труп (роман Поппи Брайт)
«Изысканный труп» (англ. Exquisite Corpse) — третий роман американского писателя Поппи Брайт. При создании образа главного героя писатель использовал детали биографии двух серийных убийц — Денниса Нильсена и Джеффри Дамера.

## Сюжет
Главный герой книги Эндрю Комптон, английский серийный убийца, гомосексуал и некрофил, отбывает заключение за свои преступления. Ему удаётся имитировать свою смерть, вследствие чего тело отправляют в городской морг, откуда преступнику удаётся бежать, убив прозекторов. В поисках новых жертв Комптон улетает в США, в Новый Орлеан (место, где происходит действие и других произведений Поппи Брайт).
А в Новом Орлеане в своём особняке живёт духовный собрат английского маньяка Джей Бирн. Во дворе его дома находится рабский барак, который извращенец использует для хранения останков тел своих жертв. С Бирном пытается вступить в любовную связь вьетнамский мальчик Тран Винх, который, несмотря на свой возраст (21 год) выглядит как подросток и обладает весьма привлекательной внешностью. Уже позже Эндрю сказал, что Тран обладает сексуальной энергетикой, которая так и просит вспороть ему живот.
На момент близкого общения с Джеем, Тран остро переживает разрыв со своим бойфрендом Люком Рэнсомом. Это произошло после того, когда у Люка обнаружилась положительная реакция на ВИЧ. Тран боится смерти, однако сперва не подозревает, что знакомство с Джеем куда опаснее, чем связь с бывшим любовником.
В одном из питейных заведений Нового Орлеана происходит встреча Комптона с Бирном, который решает привести «английского туриста» к себе домой и там убить. Однако Эндрю оказывается расторопней, так что Джей вынужден признать его превосходство. Он показывает англичанину свою коллекцию, во время осмотра которой они обмениваются впечатлениями от своих деяний. Бирн предлагает Комптону поедать остатки жертв, на что Эндрю после некоторых раздумий соглашается. Однако первого убитого ими наркомана маньяки признают негодным для питания и выбрасывают его останки в бак с кислотой. Помимо этого они вступают между собой в сексуальную связь.
Тогда Джей всё же решает убить Трана. Заманив юношу в дом, маньяки сперва насилуют, а затем убивают юношу. Люк пытается помочь своему возлюбленному, однако приходит в рабский барак слишком поздно — когда Тран уже мёртв. Рэнсому только удаётся убить Бирна. Присутствующий при этом Комптон сожалеет лишь о том, что не ему удалось убить любовника. Эндрю отрезает себе кусок плоти Джея, уезжает из города и затем съедает свой «сэндвич».

## Художественные особенности
В романе присутствуют четыре сюжетные линии, которые в итоге сплетаются в одну. Однако описание линии Эндрю Комптона идёт от первого лица, тогда как остальные три — от третьего.

## Награды
- Книга номинировалась на премию Брэма Стокера 1996 года в категории «лучший роман»[1].

## Российские издания
- Поппи Брайт. Изысканный труп. — М.: АСТ, 2005. — 285 с — ISBN 5-17-029085-3. Серия «Альтернатива»